# Francine Shapiro
Francine Shapiro (New York, 18 febbraio 1948 – Sea Ranch, 16 giugno 2019) è stata una psicologa statunitense.

## Biografia
Laureata in Letteratura inglese alla New York University  dove conseguì anche il dottorato di ricerca presso la non accreditata e non più operativa scuola Professional School of Psychological Studies di San Diego,  divenne nota per aver sviluppato la terapia EMDR. Nel 1987 osservò su sé stessa, durante una passeggiata in un parco, che il movimento degli occhi sembrava ridurre lo stress causato da ricordi traumatici. Sulla base di queste iniziali osservazioni, condusse ulteriori ricerche e nel 1989 pubblicò un lavoro in cui descriveva i risultati positivi del movimento oculare sullo stress in una quantità di casi studiati.
Francine Shapiro ricevette il premio Distinguished Scientific Achievement in Psychology Award per l'avanzamento della scienza psicologica, istituito dall'associazione di psicologi californiana California Psychological Association. Nel 2002 vinse il premio internazionale International Sigmund Freud Award for Psychotherapy della città di Vienna e dell'associazione internazionale di psicologi World Council for Psychotherapy.